# Commission royale sur les peuples autochtones
La Commission royale sur les peuples autochtones aussi connue sous le nom de Commission Erasmus-Dussault est une commission royale d'enquête mise sur pied par le Parlement du Canada le 26 août 1991.
Les 16 paramètres de la commission sont élaborés à partir du rapport commandé par le gouvernement à l'ancien juge en chef Brian Dickson à la suite de la Crise d'Oka survenue au Québec à l'été de 1990.

## Commissaires
- Georges Erasmus, coprésident, ancien chef de l'Assemblée des Premières Nations de 1985 à 1991
- René Dussault, coprésident, juge de la Cour d'appel du Québec
- Viola Robinson, ancienne présidente du Conseil national des autochtones du Canada
- Mary Sillett, ancienne présidente de l'Association nationale des femmes inuites de Paukuutit et vice-présidente d'Inuit Tapirisat du Canada
- Paul Chartrand, avocat métis et directeur du département des études amérindiennes de l'Université du Manitoba
- Bertha Wilson, ancienne juge de la Cour suprême du Canada;
- Allan Blakeney, ex-premier ministre de la Saskatchewan.
- Peter Meekison, politicologue de l'Université de l'Alberta et ancien sous-ministre des Affaires fédérales et intergouvernementales de l'Alberta (remplace Allan Blakeney qui démissionne en 1993)

## Rapport
Dans leur rapport en 5 volumes publié le 21 novembre 1996, les commissaires formulent 400 recommandations visant l'amélioration des relations entre les gouvernements fédéral et provinciaux et les populations des quelque 70 nations autochtones du Canada.
- Volume I: Un passé, un avenir
- Volume II: Une relation à redéfinir (2 parties)
- Volume III: Vers un ressourcement
- Volume IV: Perspectives et réalités
- Volume V: Vingt ans d'action soutenue pour le renouveau

#### Droit international
- Peuple autochtone, Droit des peuples autochtones (Déclaration des droits des peuples autochtones)
- Coutume, Savoirs traditionnels
- Doctrine de la découverte, Terra nullius
- Colonisation, Décolonisation, Droit des peuples à disposer d'eux-mêmes

#### Études théoriques
- Études postcoloniales